# 新日本紀行 (アルバム)
『新日本紀行』（しんにほんきこう）は、村下孝蔵が1991年にリリースした11枚目のオリジナル・アルバム。

## 解説
シングル「アキナ」を収録。
2002年に復刻版として、再リリースされている。

## 収録曲
- 全作詞・作曲：村下孝蔵
- 編曲：水谷公生

1. 釦
2. 東京哀歌
3. アキナ
4. 駄目な男
5. 愛着
コーラスで渡辺真知子が参加している。
6. 夕日と少年
7. タカハシ
「アキナ」のカップリング曲。
8. 帰宅
9. 群衆
10. 稚内から